# Euxoa spissa
Euxoa spissa är en fjärilsart som beskrevs av Achille Guenée 1852. Euxoa spissa ingår i släktet Euxoa och familjen nattflyn. Inga underarter finns listade i Catalogue of Life.